# 등장성 운동
등장성 운동(Isotonic contraction)은 편심성 수축과 동심성 수축을 하는 근수축 형태인 등장성 수축(等張力 收縮 isotonic contraction)이라는 공통점을 가지는 물리적인 신체 운동이다. 이러한 등장성 운동은 등척성 운동에 비해 근육의 장력은 일정하되 근육의 길이가 변하는 경우로, 물건을 들어올리거나 내려놓는 경우와 같이 근육을 움직이는 힘에서 작용한다.

## 등속성 운동
현대에 들어서면서 등장성 운동을 하면서도 등척성 운동의 효과도 얻을수있는 방법이 스포츠 의학이나 근골격계 기능회복에 대한 과학적 접근으로부터 연구되기 시작하였는데 이러한 등속성 운동은 '자전거 타기'나 '물속에서의 유영'등에서 보여지듯이 등장성 운동을 하면서도 지속적으로 등척성 운동의 부하가 가해지는 자전거의 페달이나 물속에서의 수압이라는 지속성을 갖는 외부환경 요인에서 그 작동 원리를 찾아볼 수 있다.  스포츠의학 분야에서는 정밀한 기계를 사용하여 관절 사용범위의 변화와 속도에 따른 정확한 편심성 수축과 동심성 수축 및 등척성 부하를 매 초마다 계산하여 대상자의 근육에 제공하여 주는 시스템을 사용하는 방법이 고안되어 적용 및 발전해왔다.
등속성 운동은 등장성 운동만을 시행하였을 경우에 발생하는 관절각도에 따른 근육 부하의 불균형이나 등척성 운동만을 시행하였을 경우에 발생하는 관절각도의 정체성에 따른 근육 부하의 조절이 관절각도의 지속적인 변화에는 한계가 있다는 점등을 감안하였을 때  지속적이고 체계적인 근골격계 기능 강화 및 회복에 효과적이라는 이점이 있다.

## 같이 보기
- 유산소 운동
- 무산소 운동